# Сибирский приказ
Сиби́рский прика́з — орган управления, центральное правительственное учреждение в России XVII—XVIII веков с областной компетенцией.

## История
С 1599 по 1637 год сибирскими делами ведал Приказ Казанского дворца, занимавшийся восточными окраинами государства. Сибирский приказ выделился в 1637 году, в его управление была передана территория всей Сибири. С момента образования и до 1663 года коллегии приказа Казанского дворца и Сибирского приказа возглавляло одно лицо.
«В силу того, что сибирские дела шибко развились, признано необходимым для заведования оными создать особую канцелярию — Сибирский приказ, с предоставлением ему полной власти решать все дела, касающиеся Сибири».
Новый приказ ведал административными, судебными, военными, финансовыми, торговыми, ямскими, горно-рудными и другими вопросами, а, частично, и посольскими сношениями с сопредельными с Сибирью странами — Китаем и «владельцами Мунгальскими и Калмыцкими». Приказ контролировал местные администрации, руководил составлением ясачных окладных книг и сбором ясака.
В январе 1706 года «начальным лицом» Сибирского приказа назначен князь М. П. Гагарин. После учреждения губерний М. П. Гагарин стал губернатором Сибирской губернии, и продолжал руководить Сибирским приказом.
При проведении 1-й областной реформы (по указу от 18 декабря 1708) приказ был преобразован в Московскую канцелярию Сибирской губернии и с 1710 года фактически перестал существовать как центральное правительственное учреждение. Его функции были сосредоточены в руках сибирского губернатора и губернской канцелярии в городе Тобольске.
В 1708 году Гагарин назначен генеральным президентом, губернатором московским. С назначением его губернатором в Сибирь, он оставался президентом Сибирского приказа, проживая в Тобольске. Указы Сибирского приказа подписывались комиссаром Даниилом Никитиным.
В 1718 году, по отрешении князя Гагарина от должности, Сибирский приказ получил одинаковое учреждение с государственными коллегиями и поставлен в зависимость от Правительствующего Сената.
В связи со снижением доходов, поступавших в казну из Сибири, правительство в 1730 году вновь учредило Сибирский приказ, подчинив его Сенату. Из компетенции нового приказа были изъяты вопросы дипломатических сношений с сопредельными с Сибирью странами, а также руководство металлодобывающими и другими мануфактурными предприятиями, ямской службой, воинскими командами (с 1748). В полном объёме приказ ведал только административными, финансовыми, торговыми и таможенными вопросами.
С августа 1734 года была введена финансовая подотчётность Сибирского приказа Камер-коллегии и Штатс-конторе.
По указу от 15 декабря 1763 года приказ был упразднён окончательно и управление Сибирью было приведено в соответствие с управлением прочими губерниями России.
Архив приказа хранится в Российском государственном архиве древних актов (РГАДА).
По некоторым данным, более 90 % документов Сибирского приказа не введены в научный оборот.

## Руководство
- 1637—1643 боярин князь Борис Михайлович Лыков;
- 1643—1646 боярин князь Никита Иванович Одоевский;
- 1646—1662 боярин князь Алексей Никитич Трубецкой;
- 1663—1680 окольничий Родион Матвеевич Стрешнев;
- 1680—1697 боярин князь Иван Борисович Репнин;
- 1697—1704 думный дьяк Андрей Андреевич Виниус;
- 1704—1705 князь Фёдор Юрьевич Ромодановский;
- 1706—1711 князь Матвей Петрович Гагарин[1].